# Свенссон, Виктор (футболист, 2006)
Виктор Макс Роберт Свенссон (швед. Victor Max Robert Svensson; род. 10 июня 2006) — шведский футболист, полузащитник «Сириуса».

## Клубная карьера
Начинал заниматься футболом в клубе «Данмарк» из Уппсалы, откуда затем перешёл в академию «Далькурда». В октябре 2021 года подписал с клубом молодёжный контракт. В конце ноября в матче последнего тура дебютировал за клуб в матче первого дивизиона с «Ханинге», появившись на поле на 56-й минуте.
В начале 2024 года перешёл в молодёжную команду «Сириуса». С 2025 года стал привлекаться к тренировкам с основной командой. 1 марта провёл первую игру за основной состав клуба, выйдя на поле в конце матча группового этапа кубка страны с «Хеккеном». 31 марта во встрече первого круга с «Вернаму» дебютировал в чемпионате Швеции, заменив в компенсированное ко второму тайму время Мелькера Хейера.

## Клубная статистика
| Выступление      | Выступление      | Выступление      | Лига | Лига | Кубки | Кубки | Конт. кубки | Конт. кубки | Итого | Итого |
| Клуб             | Лига             | Сезон            | Игры | Голы | Игры  | Голы  | Игры        | Голы        | Игры  | Голы  |
| ---------------- | ---------------- | ---------------- | ---- | ---- | ----- | ----- | ----------- | ----------- | ----- | ----- |
| Далькурд         | Дивизион 1       | 2021             | 1    | 0    | 0     | 0     | 0           | 0           | 1     | 0     |
| Далькурд         | Суперэттан       | 2022             | 1    | 0    | 0     | 0     | 0           | 0           | 1     | 0     |
| Далькурд         | Дивизион 1       | 2023             | 3    | 0    | 3     | 0     | 0           | 0           | 6     | 0     |
| Далькурд         | Итого            | Итого            | 5    | 0    | 3     | 0     | 0           | 0           | 8     | 0     |
| Сириус           | Алльсвенскан     | 2025             | 2    | 0    | 1     | 0     | 0           | 0           | 3     | 0     |
| Сириус           | Итого            | Итого            | 2    | 0    | 1     | 0     | 0           | 0           | 3     | 0     |
| Всего за карьеру | Всего за карьеру | Всего за карьеру | 7    | 0    | 4     | 0     | 0           | 0           | 11    | 0     |